# Gregor Traversa

Gregor Traversa

Gregor Traversa (* 18. September 1941 in Graz; † 2. Februar 2007 ebenda) war ein österreichischer Künstler, der vorrangig als Maler und Grafiker sowie im Bereich der Druckgrafik, insbesondere der Radierung, tätig war.

## Leben
Traversa war das einzige Kind der Italienerin Clara Movezzi und des slowenischstämmigen Friedrich Kahr, zu dem er jedoch keinen Kontakt hatte. Clara Movezzi und aufgrund ihrer Krankheit später auch ihr Sohn Gregor wurden von der in Graz lebenden Italienerin Nikoletta Traversa adoptiert, deren Namen Gregor Traversa auch als Künstlernamen verwendet hat. Er besuchte die Volksschule und Mittelschule in Graz, musste diese jedoch beim Tod seiner Adoptivmutter im Alter von 14 Jahren abbrechen.
Ab seinem vierzehnten Lebensjahr erwachte das besondere Interesse an der Malerei. Von 1958 bis 1962 war er häufiger in Wien und lernte Mitglieder der Wiener Schule des Phantastischen Realismus kennen: Helmut Leherb, Ernst Fuchs, Arik Brauer, Wolfgang Hutter, Rudolf Hausner etc. Durch Beobachtung und Fragen erlernte er das künstlerische Handwerk autodidaktisch. Seinen Unterhalt verdiente er sich in dieser Zeit durch Hilfsjobs, u. a. zwei Jahre als Totengräber. Ab 1962 unternahm er Studienreisen nach Italien, Spanien, Frankreich und Nordafrika, die seine späteren Werke beeinflussten. „Natürlich wurde meine Hinwendung zur Gegenständlichkeit durch den Kontakt mit der Wiener Schule vertieft. Und meine leichte Neigung zur Melancholie und zum Phantastischen kam mir dabei auch entgegen. Ganz abgesehen von meiner Beschäftigung mit dem Tod seit meiner frühesten Kindheit. Aber mit der Zeit habe ich mich dann langsam von der Thematik der Wiener Schule entfernt. Das Handwerk ist geblieben, dieses Arbeiten bis ins letzte Detail, diese Neigung zur Perfektion.“
Von 1961 bis 1964 orientierte sich Traversa am Actionpainting und arbeitete abstrakt-expressionistisch. 1964 wandte er sich wieder der gegenständlichen Kunst zu.
1965 entschied Traversa, sich vollständig der Kunst zu widmen. In dieses Jahr fiel auch die erste Ausstellungsbeteiligung in Wien, 1966 folgt die erste Personale. 1968 löste sich Traversa von der Malerei des phantastischen Realismus und entwickelte seinen eigenen Stil, den er als „phantastische Malerei“ bezeichnet wissen wollte. (Die abgebildete Realität wird verändert, verschoben, erweitert. Phantastische Malerei ist realistische Malerei in erweiterter Perspektive. Es werden Dinge eingefügt, wie schon bei Goya, oder Realität so aufgeladen, dass sie „magisch“ wirkt).
1969 gründete Traversa gemeinsam mit Eugen Lendl, Ernst Michael Kopper und Rainer Verbizh die Galerie Grafik im Schillerhof (auch: Galerie im Schillerhof). In fünf Jahren bis 1974 wurden 55 Ausstellungen durchgeführt.
Neben Mischtechniken, Tuschfederzeichnungen und Bleistiftzeichnungen, Lavierungen mit Aquarellfarben, Tuschen, Farbbeizen, entwickelte Traversa ab 1967, verstärkt ab 1969 die Druckgrafik, zu Siebdruck und Lithographie kam vor allem ab 1969 die Radierung. Ende der 60er Jahre fertigte Traversa im Forum Stadtpark seine ersten Radierungen an. Als er entdeckte, dass ihm dabei handwerklich und technisch einiges an Erfahrung fehlte, ging er 1971 auf die Sommerakademie nach Salzburg, wo er im gleichen Jahr den Ehrenpreis der Stadt Salzburg erhielt. „Ich war 1 Monat in der Radierklasse bei Erich Kraemer, einem Radierer und Maler aus Trier, und bei Prof. Otto Eglau aus Berlin, ebenfalls einem großartigen Radierer. Bei beiden konnte ich sehr viel lernen.“ Traversa bevorzugte die Tiefdruckverfahren der Strichätzung und Aquatinta.
Traversa hatte schon mit Beginn seiner Künstlerzeit intensiven Kontakt zu Architektur-Studierenden. Dies hatte Einfluss auf seine Werke, was sich bereits in den Namen der Bildzyklen wie Stadtlandschaften oder Stadtverwehungen widerspiegelt. „Traversas Interesse an historischer Architektur wird in zahllosen Arbeiten manifest. Die des alten Ägypten ist wohl an erster Stelle zu nennen. Aber auch römische Bauwerke wie das Colosseum kommen ins Bild.“ Daneben schuf er Werke in der Architektur, die auf internationalen Ausstellungen gezeigt wurden.
Traversa war von 1988 bis zu seinem Tod 2007 in dritter Ehe mit der ORF-Filmgestalterin und Univ.Lektorin für Literatur&Film Ingrid Traversa verheiratet.

## Werk
Die Werke von Traversa zeichnen sich unabhängig von der verwendeten Technik (Mischtechniken, Tuschfeder- bzw. Bleistiftzeichnungen, Druckgrafik …) durch eine sehr starke Detailliertheit und dem Streben nach Perfektion in der Ausführung aus.
Das zentrale Thema seines Werkes ist die allgegenwärtige Dialektik von Wachstum und Verfall, von Auflösung und Wiederbeginn, sowie der gestörte Beziehungs-Kosmos von Mensch und Natur. Architektur-Fragmente, archäologische Fundstücke, Häuserfassaden, aufgelassene Fabriken und Industrie-Ruinen werden zu visuellen Zeichen für existenzielle Bedrohtheit und apokalyptische Endzeit-Visionen. In verdichteten Stadtteil-Szenarien fordert die Natur ihr Recht zurück. Kahle Bäume werden zu Chiffren für Überlagerungen, Umwandlungen, Metamorphosen.
Zu Traversas Motiv-Spektrum in den 1980er und 1990er Jahren gehören neben den menschenleeren Verfalls-Kulissen der post histoire zunehmend auch Steinmeere, Steinküsten, Steinhalden, Versteinerungen, in denen eine eigene Seins-Ordnung sichtbar wird. Nach dem strengen Schwarz-Weiss der Dunkelland-Bilder dominiert in Traversas Arbeiten die Farbe Blau: Sphärisches Blau, meditatives Blau. Was ins Blickfeld gerückt wird, ist in ein lebens-unwirkliches transzendentes Blau-Licht getaucht. Eine Zeichen-Schrift der Vergängnis, Gedächtnis-Bilder einer misslungene Menschheitsgeschichte.
1986 gestaltete Traverse mit Rana eine mehr als vier Meter breite Wand aus Holz, in der Traversa eine seiner so traumartigen wie albtraumhaften Agglomerationen von Räumen und Treppen in die dritte Dimension übersetzte. Rana ist im Sitzungssaal der Bezirkshauptmannschaft Deutschlandsberg ausgestellt.
Gestaltete Buchumschläge
- Alois Hergouth: Flucht zu Odysseus. Styria, Graz Wien, 1975, ISBN 3-222-10851-X.
- Jeannie Ebner: Protokoll aus dem Zwischenreich. Styria, Graz Wien 1975, ISBN 978-3-222-10871-6.
- Friedrich Edelsbacher: steirische punkte. Styria, Graz Wien, 1990, ISBN 3-222-11941-4.

Gestaltete Platten- und CD-Hüllen
- 1979: Nadir von John Preininger
- 1982: Refuge von Peter Ratzenbeck, Ariola
- 1995: For Love I said von Cadaverous Condition, Lethal Records
- 2000: The Lesser Travelled Seas von Cadaverous Condition, Lethal Records

Film
- Curt Faudon: Magic Graz, Dokumentarfilm, unter anderem mit Karlheinz Böhm, Heinrich Harrer, Gregor Traversa, Marisa Mell und Jochen Rindt (1972), 35 min. Der Film wurde 1972 für die Goldene Palme der Internationalen Filmfestspiele von Cannes nominiert und zur Eröffnung der Viennale 1971 als Vorfilm aufgeführt,[13] sowie auf dem Filmfestival Diagonale 2020 in Salzburg abermals gezeigt.[14]

## Auszeichnungen
- 1971: Ehrenpreis der Stadt Salzburg[15]
- 1978: Ehrenmedaille der Landeshauptstadt Graz[16]

## Ausstellungen (Auswahl)
- 1972: National Gallery, Sydney[17]
- 1981: Stadtmuseum Graz (GrazMuseum)
- 1988: Kunstmuseum Graz
- 1998: Museo Italo Americano, Fort Mason Center, San Francisco
- 2000: Steiermark-Haus, Brüssel
- 2001: Retrospektive zum 60. Geburtstag: Gregor Traversa – Werke 1965–2001, Künstlerhaus Graz
- 2003: Architekturverein und Universität Tokyo in Verbindung mit der TU Wien: „Architektur und Disaster“
- 2005: ORF Galerie Landesstudio Steiermark, Gregor Traversa, Personale
- 2007: Retrospektive In memoriam Gregor Traversa 1941–1975, Feuerwehrmuseum Groß St. Florian
- 2017: Gregor Traversa – Retrospektive. Bildungshaus St. Martin, Graz[18]
- 2017: Architektur und Metamorphose, Galerie Schafschetzy, Graz